# 9426 Aliante
A 9426 Aliante (ideiglenes jelöléssel 1996 CO7) a Naprendszer kisbolygóövében található aszteroida. Ulisse Munari és Maura Tombelli fedezte fel 1996. február 14-én.